# Operazione Colossus
Operazione Colossus è il nome dato ad un'operazione condotta da truppe aviotrasportate britanniche ai danni degli italiani durante la seconda guerra mondiale, il 10 febbraio 1941. Questa missione è passata alla storia come primo lancio di guerra compiuto da paracadutisti inglesi durante la guerra. Le truppe aviotrasportate britanniche erano state istituite nel giugno 1940 per volontà del primo ministro inglese Winston Churchill a seguito delle operazioni tedesche durante la battaglia di Francia.
Obiettivo di questa operazione era il ponte-canale sul torrente Tràgino, tra Calitri e Rapone, al confine tra Campania e Basilicata; questo ponte-canale era sul grande canale adduttore principale dell'Acquedotto Pugliese che riforniva d'acqua la Puglia ed i porti strategici di Taranto, Brindisi e Bari. Secondo gli inglesi la distruzione della struttura avrebbe ostacolato lo sforzo bellico degli italiani e ne avrebbe intaccato il morale.

## La pianificazione dell'operazione
Per la missione furono scelti sette ufficiali e trentuno soldati dell'undicesimo SAS Battallion che formarono la X Troop. Questi soldati partirono la notte del 7 febbraio 1941 a bordo di otto bombardieri Whitley dall'aeroporto di Mildenhall, nel Suffolk, guidati dal maggiore Trevor Pritchard.
Gli incursori erano divisi in due gruppi: uno di fanteria per il supporto ed uno di genieri per il sabotaggio vero e proprio. Gli otto bimotori volarono sulla Francia occupata e raggiunsero Malta, dove il sommergibile HMS/M Triumph ricevette l'ordine di appostarsi alla foce del fiume Sele per raccogliere i paracadutisti dopo l'operazione.
Al tramonto del 10 febbraio sei Whitley, con a bordo trentacinque uomini, decollarono da Malta per arrivare sulla zona di lancio con solo dodici minuti di ritardo. Per imperizia dei navigatori inglesi il velivolo che ospitava il capitano Gerry Dely ed i suoi Royal Engineers che avrebbero dovuto sabotare l'obiettivo, finì fuori rotta e lanciò gli uomini molto lontano dall'obiettivo. Inoltre un accumulo di ghiaccio impedì lo sganciamento di alcuni contenitori di esplosivo ma, dato che il maggiore Pritchard disponeva ancora di 363 kg di esplosivo, si decise di continuare la missione .
Giunti presso l'obiettivo gli inglesi costrinsero, con la minaccia delle armi, una dozzina di civili (tra cui alcune donne) abitanti nelle masserie dei dintorni ed un militare italiano a trasportare a braccia l'esplosivo dal punto in cui era stato paracadutato sino ai luoghi da minare; una delle squadre rimase in copertura mentre il tenente George Patterson minava l'acquedotto. Intanto il tenente Tony Deane-Drummond localizzò anche un altro ponte-canale di cemento sul torrente Ginestra, che fu a sua volta minato; tutte le cariche detonarono con successo, ed il ponte-canale, anch'esso facente parte del grande canale adduttore dell'Acquedotto del Sele, anche se di più breve lunghezza, fu enormemente danneggiato. Uno degli inglesi, ferito ad una gamba durante l'atterraggio, rimasto senza possibilità di muoversi in una delle masserie fu facilmente neutralizzato e disarmato poco dopo che i suoi commilitoni furono costretti ad abbandonarlo e le stesse donne, costrette poco prima a trasportare l'esplosivo, gli prestarono i primi soccorsi.
Alla mattina dell'11 febbraio gli incursori decisero di dividersi per poter raggiungere meglio il sommergibile, che li attendeva a più di 96 chilometri di distanza. L'allarme era però scattato e gruppi di civili, carabinieri e soldati italiani cominciarono a dare la caccia agli inglesi.
Questi ultimi vennero tutti localizzati e presi prigionieri tre il 12 e il 15 febbraio, compresi i genieri dispersi del capitano Daly. La cattura più drammatica fu quella del gruppo comandato dal tenente Arthur G. Jowett nei pressi di Laviano. In uno scontro a fuoco Jowett uccise due civili armati e ferì un carabiniere, mentre gli inglesi ebbero un ferito, il geniere Crawford. Dopo la cattura i sette sabotatori rischiarono di venire uccisi dalla folla inferocita ma vennero salvati dall'intervento del generale Nicola Bellomo.
Anche se gli inglesi avessero evitato i rastrellamenti la loro sorte era comunque segnata perché uno degli aerei che li aveva lanciati era precipitato in mare e aveva allarmato gli italiani, costringendo il sommergibile di recupero a ritirarsi. I prigionieri furono tutti riuniti nel carcere di Napoli e poi inviati nei campi di prigionia di Sulmona, tutti tranne uno. L'italiano Fortunato Picchi, fervente antifascista residente a Londra ed aggregato al gruppo di sabotatori come interprete, venne infatti riconosciuto colpevole di Alto tradimento dal Tribunale speciale per la difesa dello Stato e fucilato nel Carcere Militare di Forte Bravetta (Roma) il 6 aprile 1941.

## L'esito dell'operazione
I risultati pratici del raid sul Tragino furono scarsi, infatti i tecnici dell'Acquedotto Pugliese avendo previsto azioni del genere avevano preparato nei pressi di ogni ponte-canale grosse tubazioni di scorta per poter riparare i danni di un'azione bellica. Tra l'altro per evitare danni nel cuore delle adiacenti gallerie erano state previste subito dopo il loro imbocco reti di protezione anti siluro. Il danno fu riparato in due giorni e l'acqua, anche per la presenza di serbatoi nei pressi di tutti gli abitati serviti, mancò alla popolazione pugliese solo per poche ore. Il rifornimento ai porti di Bari, Brindisi, Gallipoli e Taranto e a tutti gli aeroporti pugliesi fu sempre assicurato. Ciò nonostante gli Inglesi affermarono che l'effetto sul morale degli Italiani di un lancio di parà nemici nel cuore della loro terra fosse molto grave.